# Volkan Akyıldız
Volkan Akyıldız (* 23. Februar 1995 in Hohenems, Österreich) ist ein türkischer Fußballspieler.

## Karriere
Akyıldız begann seine Karriere beim FC Götzis, wo er bis 2009 spielte. Später spielte er auch beim FC St. Gallen in der Schweiz.
2014 kam er in die Türkei, wo er bei Trabzon Faroz Yalispor spielte. Im Sommer 2014 wechselte er zum Drittligisten Ofspor. Sein Debüt für Ofspor in der TFF 2. Lig gab er im März 2015, als er am 31. Spieltag der Saison 2014/15 gegen TKİ Tavşanlı Linyitspor in der 88. Minute für İbrahim Şahin eingewechselt wurde.
Im Sommer 2015 verließ er die Türkei und wechselte in die Schweiz zum FC Au-Berneck. In der Winterpause der Saison 2016/17 kehrte er nach Österreich zurück, wo er sich dem Regionalligisten VfB Hohenems anschloss. Für Hohenems erzielte Akyıldız in elf Spielen acht Tore.
Zur Saison 2017/18 wechselte er zu den Amateuren des Bundesligisten SCR Altach. Bis zur Winterpause kam er für Altach II 19 Mal zum Einsatz, dabei traf er nur in vier Partien nicht und erzielte insgesamt 27 Tore in der Regionalliga. Daraufhin erhielt er im Dezember 2017 einen bis Juni 2019 laufenden Profivertrag bei Altach und wurde ab Januar 2018 Teil der Profis.
Zur Saison 2018/19 wurde er an den Zweitligisten SK Austria Klagenfurt verliehen. Im Januar 2019 wurde er an den ebenfalls zweitklassigen SC Wiener Neustadt weiterverliehen. Nach dem Ende der Leihe kehrte er nicht mehr nach Altach zurück.
Zur Saison 2019/20 kehrte er in die Türkei zurück und wechselte zum Viertligisten Nazilli Belediyespor.